# XVIII район (Нова-Хута)

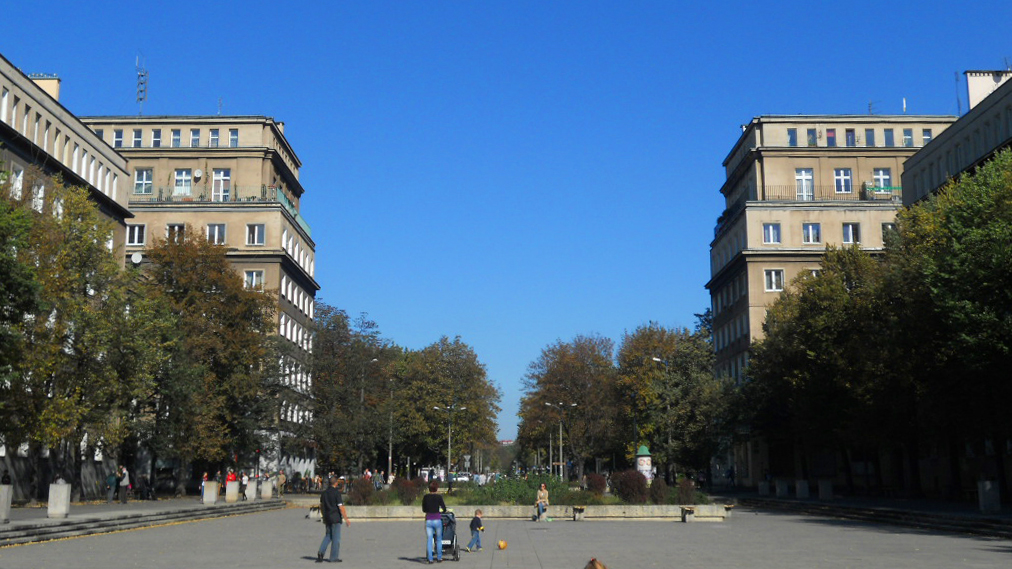
Аллея Роз, Нова-Хута, Краков

Дзельница XVIII Но́ва-Ху́та (пол. Dzielnica XVIII Nowa Huta) — дзельница, административно-территориальная и вспомогательная единица Краковской городской гмины, один из 18 административных районов Кракова. Самая большая по площади и численности населения дзельница Кракова. Администрация дзельницы располагается по адресу Osiedle Centrum B, 6.

## География
Дзельница XVIII Нова-Хута граничит на западе с дзельницами XV Мистшеёвице, XIV Чижины и XVI Беньчице, на севере с дзельницей XVII Взгужа-Кшеславицке и на юге через реку Вислу с дзельницей XIII Подгуже.
Площадь дзельницы составляет 6552,52 гектаров.
В состав дзельницы входят оседле Блоне, Бранице, Воля-Русецкая, Вруженице, Волица, Вычёнже, Гурка-Косьцельницка, Копанины, Косьцельники, Куявы, Могила, Нова-Весь, Нова-Хута, Оседле-Гурали, Оседле-Хандлове, Оседле-Хутнице, Оседле-Колорове, Оседле-Краковякув, Оседле-Лесиско, Оседле-Млодосьци, Оседле На-Скарпе, Оседле-Огродове, Оседле-Слонечне, Оседле-Спортове, Оседле-Спулдзельче, Оседле-Сталёве, Оседле Шкальне-Домы, Оседле-Школьне, Оседле-Театральне, Оседле-Уроче, Оседле-Ванды, Оседле-Виллове, Оседле-Згоды, Оседле-Зелёне, Пекелко, Плешув, Пшилясек-Высонцкий, Пшилясек-Русецкий, Руща, Халупки, Халупки-Гурне, Холендры, Центрум-А, Центрум-Б, Центрум-Ц, Центрум-Д, Центрум-Е, Цло.

## История
До 1990 года территория современной дзельницы входила в Дзельницу Нова-Хута. Современная дзельница была учреждена 27 марта 1991 года решением № XXI/143/91 городского совета Кракова. Современные границы дзельницы были утверждены решением городского совета № XVI/192/95 от 19 апреля 1995 года.

## Население
Численность населения дзельницы составляет 56.563.

## Достопримечательности

### Памятники культуры
Памятники культуры Малопольского воеводства:
| Изображение | Русское название                                                  | Польское название                                            | Местоположение     |
| ----------- | ----------------------------------------------------------------- | ------------------------------------------------------------ | ------------------ |
|             | Вилла Рогозинских                                                 | Willa Rogozińskich                                           | ул. Кляшторная, 2  |
|             | Дворец Водзицких                                                  | Pałac Wodzickich                                             | ул. Дыбовского, 2  |
|             | Дворец Кихмайеров                                                 | Pałac Kirchmayerów                                           | ул. Сухи-Яр, 4     |
|             | Парк в Оседле-Млодосьци                                           | Park na osiedlu Młodości                                     |                    |
|             | Пехотный форт 49½ Могила                                          | Fort piechoty 49½a Mogiła                                    | ул. Иголомская     |
|             | Усадьба Попеля                                                    | Dwór Popielów                                                | ул. Русецкая, 13   |
|             | Церковь Всех Святых                                               | Kościół Wszystkich Świętych                                  |                    |
|             | Церковь святого Викентия Палотти и Рождества Пресвятой Девы Марии | Kościół św. Wincentego i Narodzenia Najświętszej Marii Panny |                    |
|             | Церковь Григория Великого                                         | Kościół św. Grzegorza Wielkiego                              |                    |
|             | Церковь Рождества Господня и Святого Варфоломея                   | Kościół Narodzenia Pańskiego i św. Bartłomieja Apostoła      |                    |
|             | Цистерцианское аббатство                                          | Opactwo cystersów                                            | ул. Кляшторная, 11 |

### Другие достопримечательности
- Парк «Вишнёвый сад»;
- Воинское кладбище № 393 (Гурка-Косьцельницка);
- Воинское кладбище № 390 (Могила);
- История Новой-Хуты — музей;
- Курган Ванды;
- Театр Лазьня-Нова;
- Могильские луга;
- Могильское кладбище;
- Музей военного дела;
- Музей Польской Народной Республики;
- Народный театр;
- Новохутские луга;
- Памятник Солидарности;
- Парк Стефана Жеромского;
- Ратушный парк;
- Центр культуры;
- Церковь Пресвятой Девы Марии Ченстоховской;
- Цистрецианское аббатство;
- Стадион Хутник;
- Шведский парк;
- Часовня Пресвятой Девы Марии Ченстоховской.